# 오노 히데유키
오노 히데유키(小野 秀幸, おの ひでゆき)는 코나미 디지털 엔터테인먼트 소속 게임 음악 작곡가이며, 혈액형은 O형이다.

## 인물 소개
주로 사용하는 악기는 기타, 베이스, 피아노 외에 트럼펫, 플루호른이 있다. 색소폰도 불 수 있으나, 본인은 "노후의 즐거움"을 위해 아직은 자신의 악곡에 색소폰 연주를 담당하지 않는다. (오노 히데유키 곡 내 색소폰 연주는 우에코 하루미(Jimmy Weckl)가 맡고 있다.)
리듬액션 게임(비마니 시리즈)의 하나인 기타프릭스 & 드럼매니아를 중심으로 악곡을 제공하고 있으며, 또한 본인이 스카의 리듬을 매우 좋아하는 관계로, 우에코 하루미(Jimmy Weckl), Doki Doki Dokky와 함께 스카유닛 "아열대 마지 SKA 폭탄"을 결성했었다(2006년 4월 21일 공식 사이트에서 해산을 발표). 스카 이외에도, 재즈나 스윙도 본인이 좋아하는 장르이며, 동료 작곡가인 마에다 히사시기 에게 "MR.JAZZ MAN"라고 불린 적도 있다.
게다가 "아열대 마지 SKA 폭탄"은 2004년 7월 30일에, 여성 보컬리스트 MAKI가 피쳐링 한 CD앨범 "아열대 머지 SKA 폭탄 featuring MAKI"를 릴리스 하기도 했다.
기타도라 스텝 출신이지만, "아열대 마지 SKA 폭탄"을 시작해 팝픈뮤직에도 폭넓은 활동을 한 탓 때문인지, 후에 직장을 고베 지사에서 도쿄 록본기 지사로 옮겼다.

## 수록 악곡

### 小野秀幸 명의
- CLASSIC PARTY (GUITARFREAKS 3rd & drummania 2nd)
- CLASSIC PARTY 2 (GUITARFREAKS 4th & drummania 3rd)
- CLASSIC PARTY 3 (GUITARFREAKS 5th & drummania 4th)
- CLASSIC PARTY triathlon (GUITARFREAKS & drummania 5th)
- CLASSIC PARTY 復活。(GUITARFREAKS 10th & drummania 9th)
- Ska Ska No.1 (GUITARFREAKS 2nd & drummania)
- LA ARENA ROJA (GUITARFREAKS 9th & drummania 8th)
- One Phrase Blues (GUITARFREAKS 7th & drummania 6th)
- ancient breeze (GuitarFreaks V & DrumMania V)
- bluemoon (beatmaniaIIDX 13 DistorteD)
- MU-DAI (GuitarFreaks V5 & DrumMania V5)
- eyes (Jubeat Ripples)
- 舜(jubeat Copious)

### 타 아티스트 명의
- I'll remember you（高野治幸 ＆ NEW BIG 4）<drummania 2nd>
- autumn G（HASHED BOX）<ee'MALL 2nd avenue>
- Cappuccino bossa（HASHED BOX）<beatmania 7th Mix>
- P.P.R.（Handsome JET) <GUITARFREAKS 3rd & drummania 2nd>
- Secrets of your heart（TAEKO）<GUITARFREAKS 4th & drummania 3rd>
- The sun shines through rain（高野治幸 ＆ NEW BIG 5）<GUITARFREAKS 8th & drummania 7th>
- 正論（鈴木愛）<GUITARFREAKS 6th & drummania 5th>
- 蒼白（鈴木愛）<GUITARFREAKS 10th & drummania 9th>
- そっと。(鈴木愛) <GUITARFREAKS 8th & drummania 7th>
- NEWSPAPER（YOSHIKO SAKAI／Nuts＆Bridgs）<GUITARFREAKS 5th & drummania 4th / GUITARFREAKS 4th & drummania 3rd>
- FIREBALL（Sweet little 30's）<GUITARFREAKS 6th & drummania 5th>
- Heaven is a '57 Metallic Gray（Sweet little 30's）<GUITARFREAKS 2nd & drummania>
- Heaven is a '57 Metallic Gray(gimmix)（Hiro feat.Sweet little 30's）<DanceManiaX>
- HEAVEN'S COCKTAIL（高野治幸 ＆ NEW BIG 5）<GuitarFreaks V & DrumMania V>
- MIDNIGHT SPECIAL（Love machineguns）<GUITARFREAKS 3rd & drummania 2nd> - 사쿠라이 토시오, 우에마츠 유에이와 합작
- less（MAKI）<GUITARFREAKS 9th & drummania 8th>
- Die Zauber flote（わんにゃん☆パニックス）<GuitarFreaks V & DrumMania V> - 아사키, 후나키 토모스케와 합작
- Pa La La 42（TAISHO）<pop'n music 11>
- ススメ！少年（TAISHO）<pop'n music 12 이로하>
- a view（TAISHO）<GuitarFreaks V & DrumMania V>
- 桃源絵巻（菜-sai-）<pop'n music 13 카니발>
- Take My Hand（Maria Eva with Dream Swing Kingdom）<GuitarFreaks V2 & DrumMania V2>
- over there（vox）<GuitarFreaks V2 & DrumMania V2>
- ギタードライブ (Handsome JET) <GuitarFreaks V3 & DrumMania V3>
- Endless Waltz (TAISHO）<GuitarFreaks V3 & DrumMania V3>

## 관련 링크
- 기타프릭스
- 드럼매니아
- 팝픈뮤직
- 비마니